# 설야의 여곡성
"설야의 여곡성"은 한국에서 제작된 임원직 감독의 1972년 공포 영화이다. 윤세희 등이 주연으로 출연하였고 우기동 등이 제작에 참여하였다.

## 출연

### 주연
- 윤세희
- 윤양하
- 김석훈
- 윤희준
- 사미자